# فهرست تاریخ‌نگاران ایرانی
به هر تاریخ‌نویس در بخش مربوط به زمان آغاز کارش اشاره شده است.

## تاریخ‌نویسان قدیمی (پیش از مشروطه)

### سده یکم تا چهارم خورشیدی
- سلیمان تاجر
- ابن رسته
- اصطخری
- ابن بلخی
- محمد بن جریر طبری (نویسنده تاریخ طبری)
- احمد بن محمد مسکویه
- ابوریحان بیرونی (نویسنده کتاب‌های آثارالباقیه و تحقیق ماللهند)
- حمزه اصفهانی
- ابودلف مسعر بن المهلهل الخزرجی
- ابن فضلان
- ابن فقیه همدانی
- ابن خردادبه
- ابوحنیفه دینوری

### سده پنجم و ششم خورشیدی
- ابوالفضل بیهقی
- ناصرخسرو قبادیانی (نویسنده کتب جامع الحکمتین، زادالمسافرین، سفرنامه و ...)
- ابومنصور عبدالملک ثعالبی

### سده هفتم تا نهم خورشیدی (دوران مغول و تیموری)
- رشیدالدین فضل‌الله همدانی
- جمال الدین ابوالقاسم عبدالله کاشانی (نویسنده زبدة التواریخ)
- عطاملک جوینی
- حمدالله مستوفی
- حافظ ابرو

### سده دهم و یازدهم خورشیدی

#### دورانصفویه
- قاضی احمد قمی
- میرخواند
- اسکندر بیگ منشی
- حسن بیگ روملو
- ملا جلال‌الدین محمد منجم یزدی
- میرزا سمیعا (صاحب تذکره الملوک)

#### دوران افشاریه
- میرزا مهدی خان استرآبادی
- محمد کاظم مروی
- محمدعلی حزین لاهیجی

### سدهٔ دوازدهم و سیزدهم خورشیدی
- میرزا فضل‌الله شیرازی خاوری
- حسن کربلایی نویسنده تاریخ دخانیه
- جلال‌الدین میرزا
- علیقلی میرزا اعتضادالسلطنه
- رضاقلی خان هدایت (لَله‌باشی)
- محمدتقی سپهر
- حسن فسایی
- حقایق نگار خورموجی
- محمدحسن خان اعتمادالسلطنه
- میرزا محمد تنکابنی
- میرزا آقاخان کرمانی
- رستم‌الحکما

## تاریخ‌نویسان پس از مشروطه

### از مشروطه تا ۱۳۲۰ خورشیدی
- ناظم‌الاسلام کرمانی
- مجدالاسلام کرمانی
- احمد کسروی (تاریخ مشروطه و تاریخ مذهب تشیع)
- حسن پیرنیا (تاریخ ایران باستان)
- میرزا ابوالفضل گلپایگانی
- محمدعلی فروغی
- سعید نفیسی
- عباس اقبال آشتیانی

### از ۱۳۲۰ خورشیدی تا کنون
محمد مردوخ کردستانی ( تاریخ کرد و کردستان و توابع)
محمود کویر
- ملک‌الشعرای بهار
- مصلح‌الدین مهدوی
- فریدون آدمیت (تاریخ دوره قاجار)
- مهدی بامداد
- سیدهاشم آقاجری (تاریخ معاصر ایران)
- محمد تمدن
- عبدالحسین زرین‌کوب (تاریخ پس از اسلام)
- ذبیح‌الله صفا (تاریخ ادبیات)
- محمدرضا تقوی فرد (تاریخ سینما)
- حسین سعادت نوری (تاریخ دوره قاجار)
- حسن معاصر کرمانی (مجموعه سه جلدی تاریخ استقرار مشروطیت و آثار متعدد دیگر)
- باستانی پاریزی
- اسماعیل رائین
- امامعلی شعبانی
- محمدامین ریاحی
- ابراهیم صفایی
- احمد خان ملک ساسانی
- محمداسماعیل رضوانی (تاریخ معاصر و تاریخ مطبوعات)
- مورخ‌الدوله سپهر
- حسین مکی (تاریخ معاصر)
- حسین محبوبی اردکانی
- نصرالله فلسفی
- جهانگیر قائم‌مقامی
- مرتضی راوندی (تاریخ اجتماعی ایران)
- شجاع‌الدین شفا
- احسان یارشاطر
- عبدالهادی حائری( تاریخ نگاری ایران معاصر)
- همایون کاتوزیان (تاریخ معاصر و تاریخ قاجار)
- یرواند آبراهامیان (تاریخ معاصر: مولفه های ایران مدرن ، تجدد و مدرنیته ایرانی )
- احمد اشرف (تاریخ اجتماعی ایران)
- ژانت آفاری (تاریخ معاصر، به‌ویژه مشروطه)
- مهدیه حمزه یی ( مولفه های تجدد و مدرنیته در مطبوعات دورۀ قاجار)
- آصف بیات (تاریخ معاصر، جنبش کارگری و تهیدستان شهری)
- شاهرخ تندروصالح ( تاریخ نگاری ادبیات معاصر ایران :ادبیات مهاجرت و تبعید ایران . مساله شناسی ، آسیب شناسی و جریان شناسی ادبیات مدرن پس از انقلاب 57 ، پدیدار شناسی سانسور در رسانه های همگانی ایران ، ادبیات چپ)
- حمید دباشی
- سعید امیر ارجمند (تاریخ معاصر و تاریخ مذهبی تشیع)
- ماشالله آجودانی (تاریخ معاصر ایران، به‌ویژه مشروطه)
- لطف الله آجدانی ( تاریخ معاصر ایران از قاجار و مشروطه تا رضا شاه)
- سهراب یزدانی مقدم ( تاریخ مشروطبت و معاصر ایران )
- غلامحسین زرگری نژاد ( تاریخ قاجار و مشروطیت )
- عباس امانت (تاریخ قاجار)
- سید حسن امین
- سیروس غنی (تاریخ معاصر)
- عباس میلانی (تاریخ معاصر و دربار و شاه)
- محسن میلانی
- هوشنگ امیراحمدی
- مسعود کوهستانی نژاد
- فخرالدین عظیمی
- عبدالله شهبازی
- کاوه بیات
- غلامحسین مراقبی
- محمدعلی امیرمعزی (تاریخ مذهب تشیع)
- محمد ترکمان
- عبدالحسین نوائی
- علی ابوالحسنی  (ع. منذر)
- محمدقلی مجد
- محمدعلی موحد
- منصور رستگار فسائی
- علی رهنما
- رضا شعبانی
- منصوره اتحادیه
- احمد اقتداری
- والنتین مقدم (تاریخ معاصر، جنبش چپ و جنبش زنان)
- عبدالرضا هوشنگ مهدوی
- رسول جعفریان
- باقر مؤمنی
- باقر پرهام (مولفه های جنبش روشنفکری و مدرنیته ایران )
- محمدباقر وثوقی
- حسین محبوبی اردکانی
- خسرو شاکری (تاریخ معاصر، به ویژه چپ پیش از انقلاب)
- محمد علی احمدی (تاریخ چپ ایران)
- حمید شوکت (تاریخ معاصر، به ویژه چپ)
- سپهر ذبیح (تاریخ معاصر)
- جواد شیخ الاسلامی
- علی میرسپاسی (تاریخ معاصر، به ویژه جنبش روشنفکری و مدرنیته ایران)
- مسعود نقره کار ( تاریخ جنبش روشنفکری ایران)
- عمادالدین باقی (تاریخ معاصر)
- علی اکبر ولایتی
- خسرو معتضد
- جهانشاه درخشانی (تاریخ آریاییان)
- تورج دریایی (تاریخ ساسانیان)
- باقر عاقلی
- مازیار بهروز (تاریخ چپ ایران)
- ایرج افشار
- علی میرفطروس
- هما ناطق
- رحیم رئیس‌نیا
- آرمین اسکندری
- فخرالدین عظیمی
- پناهی سمنانی
- هومن یوسفدهی
- اسماعیل وفا یغمایی
- علیرضا امینی
- فریدون جنیدی (زندگی و مهاجرت آریاییان)
- عبدالحسین ناهیدی آذر
- افشین متین عسگری (تاریخ معاصر، به ویژه جنبش‌های دانشجویی)
- علی سالاری شادی (تاریخ ایران اسلامی، صفویه)[۱]
- علیرضا ملائی توانی (تاریخ معاصر ایران)[۲]
- یوسف رحیملو (تاریخ ایران اسلامی، صفویه)
- علیرضا کریمی (تاریخ ایران اسلامی، صفویه)[۳]
- ایرج مرادی (معرفی مشاهیر ایران و تأثیر گذاران بر ایران)
- امیرحسین خنجی (تاریخ اسلام) [۴]
- منوچهر پارسادوست (تاریخ صفویه) [۵]
- جلال متینی (تاریخ اسلام و تاریخ معاصر ایران)[۶]
- محمد امینی (تاریخ معاصر ایران)
- تورج اتابکی (تاریخ معاصر ایران)
- محمد توکلی طرقی